# 石狩町女子高生誘拐事件
石狩町女子高生誘拐事件（いしかりちょうじょしこうせいゆうかいじけん）は、1995年（平成7年）7月29日に北海道石狩支庁（現：石狩振興局）管内の石狩郡石狩町（現：石狩市）で発生した身代金目的の誘拐事件。『北海道警察史』 (1999) における呼称は石狩町内女子高校生被害身の代金目的誘拐事件。
犯人の男X（当時44歳）は29日20時過ぎ、石狩町生振村（おやふる）の町道で帰宅途中の女子高生A（当時15歳）をワゴン車で誘拐し、Aの家族に身代金1億円を要求する電話をかけた。北海道警の捜査本部は発生2日後の同月31日22時39分、古平郡古平町で犯人Xと被害者Aの乗った車を発見してAを無事保護、Xを身代金目的誘拐の現行犯で逮捕した。Xは身代金目的誘拐・監禁のほか、強盗未遂の余罪にも問われ、翌1996年（平成8年）2月15日に札幌地裁（木村烈裁判長）で懲役9年（求刑：懲役12年）の実刑判決を言い渡されている。1968年（昭和43年）から1996年までの間に北海道で発生した身代金目的の誘拐事件は、本事件が6件目である。
被害者Aは事件後に警察官を志し、1998年度（平成10年度）の北海道警女性警察官採用試験に合格した。

## 事件前の経緯
犯人Xは1984年（昭和59年）ごろから、鉄骨を製造する時に原寸大の図面を作る「原寸書」の業務を請け負い、1990年（平成2年）から独立した。Xは事件の5、6年前には月給約60万円を稼ぐ鉄骨加工技術者だったが、独立後に景気が悪化して仕事が軌道に乗らなくなり、1993年（平成5年）ごろからはサラ金や知人、親族から借金を繰り返すようになった。大型リゾートホテルの仕事も請け負ったが、代金が入らず生活に苦しんでいたという。
弁護人によれば、Xは1993年1月に行きつけのスナックで女性客に絡んでいた男性客を殴る事件を起こし、相手に軽傷を負わせた。その事件を隠していたことから夫婦関係が悪化して同年3月に離職した上、スナックの女性店長に迷惑の代償として携帯電話を貸したところ、月15万円以上の通話料を支払うことになったことで借金がかさんでいった。また相手の男性客から慰謝料200万円を要求され、暴力団が取り立てに来たことで仕事にも出られないような日が増えていったという。
Xは1994年（平成6年）1月ごろからは全く仕事をせず、釣りなどをして遊び暮らすようになり、同年春には妻と別居していた。Xは同年2月14日22時10分ごろ、札幌市北区屯田6の6のスーパーマーケット「MOT屯田店」に裏口から侵入し、帰宅しようとしていた男性従業員（当時63歳）の両手首を針金で縛り、針金の先を尖らせて錐状にしたものを突きつけて「騒ぐな、金を出せ」などと脅したが、防犯ベルが鳴ったため、何も奪わずに逃げるという強盗未遂事件を起こしていた。同年5月以降、Xは目の病気で約3か月間入院し、退院後は車で寝泊まりしながら仕事を探したが、年齢制限のため不調に終わった。
1995年5月ごろ以降、Xは電気・ガス・水道などの公共料金やアパートの賃料の支払いもできずに滞納し、食費にも事欠くような状態になったが、相変わらず手持ちの現金で食いつなぐという生活を送っていた。誘拐事件を起こした7月には1日1食、米飯と納豆の生活が続いていたという。

## 犯行計画
同年7月15日ごろ、Xはサラ金などから600万円以上の借金を抱え、滞納したアパート賃料の支払いにも窮する状態になっていた。このころには借金の取り立てを恐れ、早朝に外出して夜遅くに帰宅する生活を続けていたが、そのころから借金を返済し、今後生活をしていくためにはある程度まとまった金員を一挙に入手する必要があり、そのためには犯罪を犯してでも人から無理矢理に金を奪うしかないと考えるようになった。そして、窃盗や強盗では大金が入る可能性は少ないため、人を略取して多額の身代金を得ようと考えるようになり、以下のような犯行計画を練った。
- 略取の対象 - 女子中学生あるいは女子高生を狙う[1]。標的をこのように定めた理由は、女子中高生なら抵抗が少なく、身代金を払う親がいると考えたためである[28]。男性相手では抵抗される危険性があり、また子供は手がかかると考えたため、対象から除外した[22]。
- 犯行場所 - 通行車両・人通りの少ない石狩町の茨戸川付近[1]。Xは釣りが趣味だったことから、よく釣りに来ていた場所を待ち伏せ場所に選んだという[29]。
- 要求する身代金の金額 - 計画段階では一般家庭であれば土地・建物を担保にすれば用意できる2,000万円程度を考えていた[1]。しかし犯行時には欲が膨らみ、1億円を要求した[22]。

そして同年7月17日ごろ、Xはアパート賃料の督促を免れるため、石狩町緑苑台東3-3地先の発寒川堤防（おおよその座標）に車を止めて時を過ごしているうちに、計画を実行に移そうと決意し、付近の堤防の植木の支柱として用いられていた丸太を取り外し、持っていたのこぎりで切断して車に積み込んだ。そして車で石狩町生振336付近まで移動し、丸太を手に持ちながら道路脇に隠れ、女子中学生・女子高生が通りかかるのを待ち伏せていたところ、自転車に乗って走ってきた女学生を見つけたが、脅す際に振り回した丸太で大怪我をさせては困るなどと躊躇し、丸太をどのように振り回そうかなどと考えているうちに機会を失ったため、同日は犯行を断念した。同月22日ごろ、Xは手持ちの現金が27,000円前後にまで減少していたことから、身代金以外に大金を手にすることはできないと改めて決意した上で、マスク・タオルなどで覆面し、タコ釣り棒と呼ばれる鉄パイプを細工したものを用いて女子中学生・女子高生の乗る自転車を転倒させた上で取り押さえ、ウサギの捕獲に用いる針金に細工したもので手を縛り上げ、ガムテープで目隠しをし、ビニール紐で縛り上げるなどといった略取の具体的手段・方法について計画を練り上げ、普段から使っていたワゴン車にそれらの用具と、犯行後に給油するための軽油を入れたポリ容器を積み込んで準備を整えた。誘拐現場から約数百メートルの川沿いの小道では事件発生の約2週間前から、平日と土曜日の早朝（6時30分から7時ごろ）にXのものと似たグレー系のワゴン車が目撃されていた。

## 事件発生
Xは事件当日の7月29日12時ごろ、札幌市北区屯田の防風林の中で駐車して休んでいるうちに、同月31日に家賃を支払うためには今日実行するしかないと決意し、18時30分ごろに車を運転して自宅アパートを発った。事件当時、所持金は4万円だった。Xは19時ごろ、石狩町生振336の堤防に駐車すると、度胸をつけるために缶ビールや日本酒を飲み、覆面用のマスクを黒く塗るなどの準備をした後、生振363の路上（おおよその座標）に駐車して帽子・軍手を着用し、針金・ガムテープを入れた白いビニール袋をズボンポケットに入れ、タコ釣り棒を手に持った上で、駐車地点から約130 m離れた犯行現場である生振364の路上（おおよその座標）に至り、同日19時30分ごろから道路脇の草むらに身を隠して標的を待ち伏せた。
19時50分ごろ、帰宅途中の被害者A（当時15歳）がXの待ち伏せていた付近を自転車で通りかかった。Aの通学していた高校は当時、同月25日から夏休みに入っていたが、夏季講習が開かれており、生徒のほぼ全員が出席していた。Aは事件当時、札幌北陵高校の1年生で、将来は小学校の教諭になるため北海道教育大学への進学を志しており、ホームルームの副議長を務め、夏季講習を1日も休まず出席するなど真面目な性格だった。事件当日、Aは7時40分ごろに自転車で自宅を出て登校、8時40分から14時ごろまで開かれた夏季講習に出席した後、講習が終わってからもそのまま友人らとともに自習しており、19時ごろに下校して20時ごろに自宅付近で友人と別れた。Aは誘拐される直前、自転車で友人数人と下校しており、学校から数 km離れた地点で別れていた。Aの自宅から学校までの距離は約8 kmで、自転車が発見された現場はA宅から約2 km離れた地点を走る道路（通称「防風林通り」）脇の草地だった。この道路は学校からA宅の方向へ向かう近道だが、約1 kmの間に街路灯が1灯あるのみで、周囲には民家もほとんどないことから夜間は特に人通りが少なかった。
Xは自転車が面前を通過しようとした瞬間、タコ釣り棒を自転車めがけて突き出し、車体に引っ掛けて引き戻した。Aはバランスを崩して転倒した。そして道路上に飛び出したところ、Aが悲鳴を上げたが、Xはその悲鳴で自転車に乗っていた人物（＝A）が女性であると気づき、逃げようとするAの肩を掴み、左腕を首に回して右手で口を塞ぎながら「大声を出すな」と道路脇の草むらに引きずり込んだ。そしてXはAを車まで引きずり込んだが、この時に彼女が着ていた制服から女子学生であることを知った。Xは「伏せろ」「俺はナイフを持っているんだ」などと言ってAにうつ伏せの姿勢を取らせると、両手を後ろに回すよう命じ、針金で後手に緊縛した上で、その針金を首の前方に回した上で両手首に巻き付け、Aを抱えて車の後部座席に押し込み、Aの乗っていた自転車を水田に放り投げ、タコ釣り棒を回収して車を発進させた。しかし、この時点ではまだ身代金を受け取る時間・場所は決めていなかった。なお揉み合いになっていた途中、Aは道路脇の側溝に落ちて制服が濡れたため、車内にあったグレーの半袖Tシャツと黒っぽいスウェットズボンに着替えていた。
XはAを誘拐した後、石狩町・札幌市手稲区・同市北区の自宅付近と車を走らせながら、タコ釣り棒を投棄したり、Aにガムテープで目隠しをしたり、タオルで猿轡をしたりした。その後、小樽方面に向かう途中でAから氏名・電話番号を聞き出し、同日22時20分ごろにはA宅に最初の身代金要求の電話（後述）をかけた。またAに自身の顔や車のナンバーを見ないことを約束させた上で、翌30日朝には手首の針金を外し、目隠しも取っている。同日（29日）夜、Xは釣りで時間を潰そうと考え、よく行っていた渡島半島の日本海岸へ行き、現場から約130 km離れた檜山支庁（現：檜山振興局）の瀬棚郡瀬棚町（現：久遠郡せたな町）まで走って朝を迎えた。しかし翌30日は雨で釣りができず、後志支庁の岩内郡岩内町まで走り、Aにはコンビニで購入した弁当を食べさせた。そして金融機関が営業する31日（月曜日）にもう一度電話をかけたが、それがきっかけで居場所を突き止められ、逮捕された。
Aは保護されるまでの間、Xの言いなりになっていれば何もされないと悟り、「必ず助かる」と自分を励ましながら、岩内町付近では窓の水滴を拭って居場所を確認しようとしていた。また車内では重苦しい雰囲気を和らげようと、Xに積極的に話しかけ、高校や釣りの話などをしてXの気持ちを和らげようとしていたが、Xが警察から職務質問を受けた後、信号無視や検問突破を繰り返した際には「殺されるかもしれない」とも感じていたという。XはAと話しているうちに、「もう、そろそろおれも捕まるだろうな」などと弱音を吐くようになっていた。

## 捜査
29日22時20分ごろ、A宅に中年の男の声で「子供を預かっている。1億円を用意すれ。明日午後6時にまた電話する」と電話があった。この電話はXが札幌市手稲区稲穂3条の公衆電話からかけたもので、応対したのはAの母親だった。同日22時27分、Aの父親が北海道札幌方面北警察署に通報し、これを受けた北海道警察本部刑事部捜査第一課や北署などが「Aは身代金目的で誘拐された可能性が高い」と見て捜査していたが、男が指定した時間になっても電話は来なかったため、30日深夜になって道警は北署に道警刑事部長・清水勇道を本部長とした捜査本部を設置し、公開捜査に乗り出した。これは事件発生から25時間後のことで、捜査機関と報道機関が報道協定を締結することが多い誘拐事件の捜査としては異例の早さでの公開捜査開始とされていた。道警は公開捜査に踏み切った理由として、事件発生から丸1日が経過し、電話の男が指定した時間（30日18時）になっても連絡がなかったこと、また被害者Aの家の状況に対して要求金額が多額であることなどを挙げており、Aの早期発見と情報収集のために早期の公開捜査が必要と判断したためだった。一方で以下のような事情から、道警は身代金目的誘拐以外の可能性も考えて捜索を行っており、営利目的誘拐の可能性は低いと見ているという報道もあった。
- 30日までの時点では身代金要求の電話が1回のみで、それ以降は男（＝犯人X）やAからの連絡がなかったこと[37]
- 身代金を要求した29日は土曜日[8]、また身代金取引の日として指定された同日は日曜日（金融機関の休日）であり、要求額も多額であることから現実性が低いと見られていたこと[44]
- 事件後に誘拐現場でAの自転車が発見されたが[36]、自転車は無傷のままで周囲に血痕などもなかったため、Aが交通事故などに遭遇した可能性も低いと見られたこと[45]
- Aは事件前に無断で家を空けたことはなく[8]、家出の可能性も考えられなかったこと[45]

また当時、A宅周辺で数年前から変質者が出没していたため、変質者による犯行という可能性も考えられていた。しかし逮捕後にはX本人の自供（後述）に加え、Xが事前に誘拐現場を下見していたことや、車内にAの手首を縛った針金を用意していた点などから、計画的犯行の可能性が強いと結論付けられた。
道警は当時、Aについては実名・住所を発表せず、「石狩の高校1年生の女子（15歳）」などと匿名で発表し、学年および年齢・身長・髪型・制服の特徴のみを報じた。これはAの父親からの要望や、性的被害もあり得るとの道警の判断からで、結果的には性的被害はなかったが、解決後も匿名発表を続けた。その後、Aは北海道警の採用試験に合格したことを受けて実名で読売新聞社の取材に応じ、1998年1月には『読売新聞』の紙面で実名報道がなされた。同年4月に北海道警察学校入校式に出席した（後述）際には、他紙もAの実名を報じている。

### 逮捕
31日9時30分から18時ごろにかけ、道警はA宅付近などの捜索を行った。一方で同日9時35分ごろ、XはA宅に2度目の電話をかけ、当時使用されていた1万円札で身代金全額（1億円）を用意するよう、一方的に十数秒程度話した。道警が逆探知を行ったところ、電話が発信された地点は後志管内岩内町内の電話ボックスであることが判明し、道警は緊急配備を行った。また18時ごろにも同管内古宇郡泊村堀株村の国道229号脇にある公衆電話から無言電話があった。
19時30分ごろ、Xはワゴン車の後部座席にAを乗せたまま、岩内町内の公衆電話ボックスに入ろうとしたが、警戒にあたっていた岩内・小樽の両警察署員に発見され、免許証の提示を求められた。その際、警察官から車のカーテンの隙間から見えた後部座席の若い女性（＝A）について職務質問を受けたが、Xは車を急発進させて泊村や神恵内村の検問を突破、道道を走って当丸峠（座標）方面へ逃走した。しかし当丸峠を中心に両方向から岩内・小樽の両署員によって挟み撃ちされるような形で追跡され、逃走から約3時間後の22時40分ごろ、Xの車は岩内署員により、当丸峠の頂上付近から古平町寄りの道道脇の林道で発見された。追跡の距離は約40 kmにおよんだ。Aは怪我もなく無事保護され、Xは同署員によって身代金目的誘拐の現行犯で逮捕された。逮捕時刻は22時39分で、車内からは凶器などは発見されず、またXの持ち物はタバコとライターのみで、現金もなかったという。逮捕現場は当丸峠を道道で古平町側へ約8 km下った地点から林道に入り、さらに1 km南に入った地点であり、石狩町からは約100 km離れていた。この逮捕を受けて捜査本部は31日夜、事件を身代金目的誘拐事件と断定、行方不明事件捜査本部から「身代金目的誘拐事件特別捜査本部」（本部長：道警本部長・伊達興治）へ切り替えた。
逮捕後、Xは8月2日に札幌地方検察庁に送致され、同月22日に身代金目的誘拐・監禁の罪で札幌地方裁判所へ起訴された。Xは逮捕直後の取り調べでは「釣りの帰りにムシャクシャして、誘拐して金を取ろうと思いついた」と供述していたが、後に借金返済に困っていたことから、約1か月前から誘拐を計画していた旨を供述していた。
さらに針金で手首を縛るという手口の共通性から、1994年2月の強盗未遂事件に関してもXの関与が浮上したため、Xは誘拐事件の初公判後の同年10月16日、強盗未遂の余罪で再逮捕され、11月2日に追起訴された。

### 逮捕後のX
Xは逮捕後、留置場や拘置所まで面会に来る親族はおらず、Aと強盗未遂事件の被害者それぞれに謝罪の手紙を送っていた。また弁護人宛の手紙では、「人に相談していれば卑劣な事件を起こさずに済んだ」という反省の弁や、被害者であるAへの謝罪の念、また「〔Aには〕3日間冷静で落ち着いた行動をとっていただいたことに感謝しております」「極刑で大罪を償うつもりでおります」などと綴っている。

## 刑事裁判
1995年10月12日に札幌地方裁判所（木村烈裁判長）で被告人Xの第一審初公判が開かれ、罪状認否でXは起訴事実の大半を認めた一方、「ナイフを持っている」と言ってAを脅迫した点は否定したが、「Aがそう言ったのなら争う気はない」と述べた。検察官は冒頭陳述で、Xは借金に窮したことでまとまった金を犯罪で得ようと思い立ち、「窃盗や強盗では多額な金は取れない」と考えて誘拐を決意したと述べた。
11月20日の第2回公判では、Xの弁護人が冒頭陳述で、Xは当初から女生徒の誘拐を企てていたわけではなく、自転車やバイクを棒で倒して被害者の持っている現金を奪う強盗のつもりで犯行を起こしたのであり、また当時の標的は成人男性だったと主張。しかし犯行時、暗がりでAを捕まえてから相手が金を持っていない女生徒だとわかり、その場で誘拐を思い立ったという主張を展開した。また犯行の動機となった借金はXの遊興・浪費が原因ではなく、スナックでのトラブルや離婚、目の病気など不運が重なったことによって累積したものであり、Xは事件当時精神的に追い詰められていたと主張した。続く被告人質問で、Xは当初から多額の身代金要求を考えていたわけではなく、強盗で1か月分の家賃をしのごうと思ったという旨を供述した。同日には強盗未遂事件に関する罪状認否も行われ、Xは起訴事実を認めている。
12月11日の第3回公判では、Xが被告人質問で「電話をかけると警察は数秒で逆探知できるのを知っていたので、金を取るのは無理と思っていた」「〔Aを強盗のつもりで押し倒した際〕すごい悲鳴を上げられ、その場から逃げようと車に乗せた。金だけ取って降ろせば良いと思ったが、連れてきた以上、誘拐なんだと思い込んでしまった」と、場当たり的な犯行であることを強調する供述をした一方、検察官はAが車内で遺書を書いていたことを明らかにした。
審理は同年12月25日の公判で結審した。同日の公判では検察官が論告を行い、Xの法廷での供述の変化や、針金などを事前に準備していた点を挙げ、誘拐は計画的犯行であると主張した上で、金融機関の休業日である土曜日に決行するなど杜撰な面が見られる点については、「杜撰な生活」で借金を重ねたXの性格を反映しただけであると指摘した。その上で犯行は家族の情愛に漬け込み、手っ取り早く金銭欲を満たそうとする卑劣な犯罪であると主張、Aと同年代の子供を持つ親に与えた恐怖心や社会への影響も大きく、酌量の余地はないとして、Xに懲役12年を求刑した。一方でXの弁護人は最終弁論で、犯行は借金のために追い詰められたことによるもので計画性はなく、絶望的な状況でおよんだものであると主張、さらにXが深く反省していることも情状として挙げ、寛大な判決を求めた。
1996年（平成8年）2月15日に判決公判が開かれ、札幌地裁（木村烈裁判長）はXを懲役9年の実刑に処す判決を言い渡した。同地裁は判決理由で、Xの「強盗のつもりが、たまたま相手が女学生だったので誘拐になった。犯行は偶発的なものだった」とする主張を「不合理な弁解」として退け、Aに金品を要求していなかった点や、拉致現場も多額の現金を持つ人物の通行が期待できなかった点から、犯行の計画性は強く推認できるとして、当初から拉致が目的だった可能性が高いと認定した。その上で、犯行動機は一攫千金を狙った身勝手なものであり、被害者であるAや彼女の家族、また地域社会だけでなく、広く学校に通う子どもやその家族に与えた衝撃も重大であると評した。特にAについては「生命を奪われるのではないか」という極度の不安や恐怖に晒され、「将来にわたる癒やしがたい精神的衝撃を受けた」と言及し、XにはAを解放する機会が多々あったにもかかわらず、娘を心配するAの両親の心情を逆手に取り、莫大な身代金を要求したことは悪質極まるものであると評した。その上で、監禁中のAに食事を与えるなど最低限の人間的な配慮をしていた点、Aが無事保護された点などを考慮しても刑事責任は重大であると述べた。Xは控訴しない意向を示し、同判決は1998年1月までに確定している。

## 事件後
Aが通学していた高校は事件を受け、夜の通学路が暗いことを問題視し、通学路の緊急調査を行う方針を決めた。

### 被害者Aのその後
Aは事件後、家族に対し「恐ろしかったけど、ご飯もちゃんと食べさせてくれたし、乱暴されることもなかったので頑張れた」と話していた。
Aは事件前は将来の夢として小学校教諭を志していたが（前述）、高校2年生の時に警察官になることを決意し、1997年（平成9年）9月には北海道警察の女性警察官採用試験（倍率25.6倍）を受験、同年11月に最終合格通知を受けた。Aの母親は、娘が家に帰ってきた際に「私、婦人警官になろうかな」とつぶやいていたのを覚えていた。Aは『読売新聞』の取材を受けた際、それまで警察は「厳しいところ」だと思っていたが、事件後に刑事の知り合いができてイメージが変わり、事情聴取の際にジュースを買ってもらったりなど親身に接してもらえたこと、また警察側のアフターケア（取り調べを短時間にする、事件後に進路相談に乗るなど）を踏まえ、「さりげない優しさに助けられた」と話している。誘拐事件の被害者が事件後に警察官になることは当時、日本で初の出来事だった。Aは1998年4月1日付で北海道警の警察官として採用され、同月7日に開かれた道警察学校の入校式に出席した後、警察署で被害者の役に立つ仕事をすることや、将来刑事になることを目標として語っている。また『東京新聞』や『女性セブン』では、以下のようなAの言葉が紹介されている。
このAの選択について、事件当時北署長として捜査に携わった里幸夫（当時は道警函館方面本部長）は「（誘拐という）大変な経験を糧に、立派な婦人警官として活躍してほしい」と、またAの母親は「失敗もあるだろうけど、あの子にはほかの人が遭遇したことのない経験がある。それを少しでも生かせるよう頑張ってほしいです」と語っている。

## 評価
猪瀬直樹は本事件について、通常の身代金目的誘拐（知能犯で、身代金要求も理詰めで行う）とは異なり、犯人は精神的に正常ではなかったという可能性を指摘した上で、下手に公開捜査を見送り続けていればかえって犯人を心理的に追い詰め、Aの身に危険がおよんでいた可能性もあったとして、早期の公開捜査に踏み切った道警の姿勢を評価した上で、そのような判断には坂本堤弁護士一家殺害事件で徹底的な捜査を行わなかったことに対する反省が影響しているかもしれないと評した。一方で刑事事件に詳しい弁護士の笹森学（札幌弁護士会）は、公開捜査は本来事件が長期化した場合、犯人を特定するために最終段階で行うものであり、被害者が生存している場合は非常に危険を伴うとしてその判断に疑義を呈し、道警は想定していた犯人像、公開に踏み切った理由・経緯などを明らかにする必要があると指摘した。
『北海道新聞』は本事件について、捜査本部による公開捜査開始の判断が早すぎたのではないかとの声が上がっていることについて言及した一方、事件の状況（犯人側からの連絡が指定時刻になってもなかったこと、現場に争った跡があったことなど）からその判断自体は「捜査の常道」に則ったものであったと評した上で、同時期に発生した八王子スーパー強盗殺人事件（犯人が一挙に被害者3人を射殺した）や函館空港ハイジャック事件などのように、従来の犯行手口とは異質な荒っぽい手口の犯行に走る者がいたことも挙げ、それまでの常識とは異なる短絡的な犯罪が発生する可能性は考慮した方が良いと評した。またXの犯行動機（バブル崩壊の影響で請け負った工事の代金が入金せず、借金に苦しんでいた）や、同年の北海道内でタクシー強盗・コンビニ強盗などの短絡的犯罪が相次いでいたことを踏まえ、Xのように追い詰められた心理にいた者たちに対し呼び掛けるような形で、同年に道内で発生した凶悪事件のほとんどが解決していることについて言及している。
北海道新聞社写真部長の谷博は、自社を含めてどの新聞でも犯人Xの顔写真が報じられてないことを挙げ、営利誘拐事件で逮捕された被疑者の顔写真が報じられない事例はかつてなかったのではないかと指摘、犯罪被疑者の人権を重視する風潮から「容疑者は〔顔写真を〕撮らなくてもいい」という風潮が発生しているのではないかと評した上で、凶悪犯罪の取材をし、被疑者の顔写真を報じることは新聞の使命ではないかとも述べている。
北海道警は1987年（昭和62年）に発生した上磯沖の保険金殺人事件や、本事件と同じ1995年に発生した函館空港全日空ジャンボ機ハイジャック事件と並び、本事件を「全国的に道警察の真価が問われる事件」と位置づけている。

### 事件後のAについて
『読売新聞』は、同種の事件で被害者の多くが直接の被害だけでなく「精神的ショック」「捜査や裁判の精神的、時間的負担」「世間の目に晒されることによるストレス」などの二次被害を受けていることについて言及した上で、本事件については捜査当時から解決後までAを匿名で発表し続けていた（実名報道がされなかった）こと、解決後に捜査員たちが事情聴取を可能な限り短時間で済ませたり、捜査終了後もAに親身に接したりしたことを挙げ、Aが警察に対する信頼を抱くようになったことを指摘し、被害者対策の面で学ぶべき教訓が多いと評した。その一方で、1997年（平成9年）に開設された「北海道被害者相談室」に対し、男性警官による事情聴取で屈辱を感じたり「合意の行為ではないか」と聞かれて落ち込んだりなど、警察の捜査による二次被害（セカンドレイプ）を受けた犯罪被害者の声が複数寄せられていることなどにも言及した上で、被害者の心をケアするためには専門スタッフを充実させ、カウンセリング技術などを備えた民間人などの参加なども検討する必要があると指摘した。
「日本被害者学会」理事長の宮澤浩一（中央大学教授）は、凶悪事件の被害者が警察官になることは欧米でも珍しい出来事であると評している。また、警察が被害者支援のシステムを全国に普及させていた当時の動向を踏まえ、スタッフの充実が今後の課題になっているとも評していた。